# Natalia Bondartchouk
Pour les articles homonymes, voir Bondartchouk.
Natalia Sergueïevna Bondartchouk (en russe : Наталья Сергеевна Бондарчук) est une actrice et réalisatrice russe née le 10 mai 1950 à Moscou, en Union soviétique. 

## Biographie
Natalia Bondartchouk est la fille du réalisateur Sergueï Bondartchouk et de l'actrice Inna Makarova. Selon l'usage — courant en langues slaves — de diminutifs, Natalia Bondartchouk est également connue sous le nom de Natacha Bondartchouk. Elle est aussi la demi-sœur des acteurs russes Fiodor et Elena Bondartchouk.

## Filmographie

### Comme actrice
- 1969 : Au bord du lac Baïkal (У озера) de Sergueï Guerassimov : femme dans le train
- 1971 : Toi et moi (russe : Ty i ya) de Larissa Chepitko : Nadia
- 1972 : Solaris (Soliaris, Солярис) de Andreï Tarkovski : Khari
- 1973 : Fulfilment of the Wishes (Ispolnenie zhelaniy) de Svetlana Droujinina : Macha Bauer
- 1974 : Nebo so mnoi de Valeri Lonskoï : Irina
- 1975 : Zvezda plenitelnogo schastya (Звезда пленительного счастья) de Vladimir Motyl: Marie Volkonskaïa
- 1976 : Le Rouge et le Noir (Krasnoie i tchyornoie)
- 1979 : Le Fils adulte (Vzroslyy syn)
- 1979 : Les deux grand-mères ont dit... (Babouchki nadvoye skazali...) (TV)
- 1980 : La Jeunesse de Pierre Le Grand (Юность Петра, Younost Petra) de Sergueï Guerassimov : Sophie Alexeïevna
- 1981 : Le Début des affaires glorieuses (В начале славных дел, V natchale slavnykh del) de Sergueï Guerassimov : Sophie Alexeïevna
- 1981 : Vassili et Vassilissa (Василий и Василиса) de Irina Poplavskaïa : Alexandra
- 1982 : Un arc-en-ciel vivant (Jivaïa radouga) : Maria Sergueïevna
- 1982 : Mère Marie (Мать Мария, Mat Maria) de Sergueï Kolossov : Nina
- 1985 : L'Enfance de Bambi (Detstvo Bambi, Детство Бемби) : mère de Bambi
- 1986 : La Jeunesse de Bambi (Iounost Bambi, Юность Бемби)
- 1986 : Lermontov (Лермонтов) de Nikolaï Bourliaïev : Maria Mikhailovna Lermontova, la mère de Mikhaïl Lermontov
- 1991 : Seigneur, écoute ma prière (Gospodi, ouslych molitvou moiou) (1991)

### Comme réalisatrice
- 1982 : Un arc-en-ciel vivant (Jivaïa radouga, Живая радуга)
- 1985 : L'Enfance de Bambi (Detstvo Bambi, Детство Бемби)
- 1986 : La Jeunesse de Bambi (Iounost Bambi, Юность Бемби)
- 1991 : Seigneur, écoute ma prière (Gospodi, ouslychi molitvou moiou, Господи, услыши молитву мою)
- 2006 : Pouchkine : Le dernier duel (Pushkin: Poslednyaya duel, Пушкин. Последняя дуэль)
- 2015 : La Reine des neiges

### Comme scénariste
- 1985 : L'Enfance de Bambi (Detstvo Bambi, Детство Бемби)
- 1986 : La Jeunesse de Bambi (Iounost Bambi, Юность Бемби)
- 1991 : Gospodi, ouslych molitvou moiou (Господи, услыши молитву мою)